# 范文朗
范文朗（1934年1月8日—2008年11月7日），有香港報章誤譯作「范文養」，越南足球運動員，司職守門員，為前南越國家足球隊隊員，他被認為是越南共和國足球史上最好的守門員之一。
1953年，年僅19歲的范文朗首次在南越國家足球隊擔任守門員 ，1956年在香港舉辦的第一屆亞洲盃足球賽中擔任正選門將，1959年在泰國舉辦的第一屆東南亞半島運動會足球項目中奪得金牌。這是南越國家足球隊在東南亞運動會上唯一一次獲得足球金牌。
1965年退出南越國家足球隊。
1966年以32歲之齡退役。
2008年11月7日，因中風去世，享年74歲。